# Cemitério Bukit Brown
O Cemitério Bukit Brown (Bukit Brown Cemetery) é um cemitério histórico de Singapura.
Considerado o cemitério mais antigo de Singapura, está situado numa colina coberta de bosques entre as cidades Lornie Road e Mount Pleasant e cobre uma superfície de 86 hectares.

## História
O cemitério leva o nome do primeiro proprietário, George Henry Brown, que comprou o terreno na década de 1890. O cemitério começou a funcionar no início do século XX e é neste local que estão as mais antigas sepulturas chinesas de Singapura.
Atualmente o cemitério não recebe mais sepultamentos e passa por um processo de revitalização habitacional com a intenção de que seu terreno torne-se grandes torres de prédios residenciais, mas para isso não acontecer, a comunidade local se mobiliza para preservar o antigo cemitério.